# Sacred Love
Albums de Sting
...All This Time
(2001) Songs from the Labyrinth
(2006)
Sacred Love est le septième album studio de Sting. L'album est sorti le 29 septembre 2003 et contient des pièces de R & B plus douces et des expérimentations en collaborant avec l'artiste de hip-hop Mary J. Blige et la fille de Ravi Shankar au sitar, Anoushka Shankar. Les titres Inside et Dead Man's Rope ont été bien reçus. Sting a expérimenté de nouveaux sons, en particulier This War, plus influencé par le rock.
Sting a adapté le premier quatrain des Auguries of Innocence de William Blake pour les quatre premières lignes chantées de Send Your Love.
La collaboration de Sting avec Blige, Whenever I say your name, a remporté le Grammy de la meilleure collaboration pop avec des voix lors des 46e Grammy Awards en 2004.
En août 2015, Mylène Farmer et Sting ont réalisé un duo sur Stolen Car (Take Me Dancing). Il est sorti en tant que premier single du dixième album studio de Mylène Farmer, Interstellaires, produit par The Avener. 

## Liste des titres
1. Inside – 4:46
2. Send Your Love – 4:38
3. Whenever I Say Your Name – 5:25
4. Dead Man's Rope – 5:43
5. Never Coming Home – 4:58
6. Stolen Car (Take Me Dancing) – 3:56
7. Forget About the Future – 5:12
8. This War – 5:29
9. The Book of My Life – 6:15
10. Sacred Love – 5:43

## Musiciens
- Sting : chant, basse (1-10, 12), guitare, claviers, clarinette turque
- Dominic Miller : guitares
- Vicente Amigo : guitare flamenco (2)
- Danny Dunlap : basse
- Christian McBride : contrebasse
- Anoushka Shankar : sitar (9)
- Kipper : claviers, programmation
- Jeff Young : orgue Hammond
- Jason Rebello : piano
- Dave Hartley : piano et arrangements des chœurs
- Manu Katché : batterie
- Vinnie Colaiuta : batterie
- Keith Carlock : batterie
- Rhani Krija : percussion
- Valerie Denys : castagnettes
- Aref Durvesh : tablas
- Chris Botti : trompette
- Clark Gayton : trombone
- Jacqueline Thomas : violoncelle
- Levon Minassian : duduk
- Mary J. Blige : chant sur (3)
- Bahija Rhapl : chants ethniques
- Joy Rose, Donna Gardier, Katreese Barnes, Ada Dyer : chœurs
- Chœur de Radio France (associé au chef de chœur Philip White) : chœurs